# Svn Fngrs
Svn Fngrs es un miniálbum de Black Francis (Frank Black), lanzado el 3 de marzo de 2008. El título del álbum es una referencia al héroe Cúchulainn de la mitología irlandesa, de quién se dice que tenía siete dedos en las manos y los pies. Las letras de las canciones "Seven Fingers" y "When They Come to Murder Me" están escritas desde el punto de vista de Cúchulainnw.

## Lista de canciones
1. "The Seus" - 3:42
2. "Garbage Heap" - 2:50
3. "Half Man" - 2:33
4. "I Sent Away" - 2:03
5. "Seven Fingers" - 1:46
6. "The Tale of Lonesome Fetter" - 3:56
7. "When They Come to Murder Me" - 3:24